# Linsleya
Linsleya là một chi bọ cánh cứng trong họ Meloidae.
Chi này được miêu tả khoa học năm 1829-1844 bởi MacSwain.

## Các loài
Các loài trong chi này gồm:
- Linsleya californica Selander, 1955
- Linsleya compressicornis (Horn, 1870)
- Linsleya convexa (LeConte, 1853)
- Linsleya infidelis (Fall, 1901)
- Linsleya sphaericollis (Say, 1824)
- Linsleya suavissima (Wellman, 1910)